# 高铼酸钴
高铼酸钴是一种无机化合物，化学式为Co(ReO4)2。

## 制备
高铼酸溶液溶解钴的氢氧化物或碳酸盐，得到高铼酸钴：
Co(OH)2 + 2 HReO4 → Co(ReO4)2 + 2 H2O